# 启民可汗
启民可汗（拉丁轉寫： Jаmï qaγan；6世纪—609年），名染干，東突厥可汗。
生年没有记载。启民可汗染干是莫何可汗處羅侯之子，莫何可汗去世後，都蓝可汗雍虞閭立，而染干为突利可汗，居北方。
染干游牧于突厥汗国北部地区，素与隋朝和好，582年，沙钵略可汗攻打隋边时，受隋朝使者长孙晟之托，诈称铁勒等想要作乱，使沙钵略退兵。都蓝可汗娶后母为妻，即北周赵王宇文招之女，号千金公主，后改封大义公主。隋滅陳後，隋文帝以陳後主宮中屏風賜大義公主，「公主以其宗國之覆，心常不平，書屏風，為詩敘陳亡以自寄」，文帝知道後不悅，後來担心大义公主煽动都蓝可汗入侵，打算鏟除公主。此时突利可汗向隋请婚，文帝派裴矩对其使者说：“当杀大义公主者，方许婚。”突利劝告都蓝，后者便杀了公主。
染干以流人杨钦挑拨突厥与隋朝的关系，都蓝可汗为隋文帝所恶，转而全力扶持染干。597年，突利迎隋文帝宗女安义公主为妻，率众南下，居度斤旧镇。逢都蓝犯边，即告知隋朝，为都蓝所恶。隋为了离间都蓝、突利，厚赐突利，都蓝果怒，于是与隋绝交，并联盟西突厥达头可汗合攻突利。599年四月，突利兵败于塞下，與隋使长孙晟入塞，被隋封为意利珍豆启民可汗（意思是“意智健”，簡稱启民可汗，后避李世民諱称啟人可汗），在朔州（今山西朔州）定居。因为都蓝的侵逼，突利迁居于黄河以南，隋朝帮助他筑大利城居住，为避都蓝侵扰，又游牧于夏、胜二州之间（今内蒙古河套南），突厥部众归附他的达万余人。安义公主卒，再娶宗室杨谐之女义成公主。突厥可汗中，只有他一人娶了两个中国公主。599年底，都蓝被部下刺杀。仁寿元年（601年），突厥达头可汗犯塞，败代州总管韩洪于恆安，隋派楊素等出击，突厥俟斤渡黄河袭扰黄河以南的启民可汗部落，掠走男女6000人、牲畜20余万头，杨素率轻骑追击转战60余里大败突厥，把突厥所掠走的男女、牲畜归还给启民可汗。启民可汗势力渐渐强大。603年漠北大亂，铁勒诸部背叛达头可汗归附隋朝，达头逃到吐谷浑。启民可汗被长孙晟安置在碛口（今内蒙古呼和浩特北），許多部落歸附啟民，啟民便成为东突厥大可汗 。
启民每年朝贡隋朝，仰慕华夏文化，请按照大国服饰法用，一同华夏。大业三年（607年），启民可汗南下榆林（今内蒙古托克托西南）朝見隋炀帝，得厚赏。大业五年（609年）启民再往東都洛陽朝見煬帝，同年去世，其子咄吉繼位，是為始畢可汗。另有子啜罗可汗、颉利可汗。